# Demicryptochironomus minus
Demicryptochironomus minus är en tvåvingeart som beskrevs av Yan, Tang och Wang 2005. Demicryptochironomus minus ingår i släktet Demicryptochironomus och familjen fjädermyggor. Inga underarter finns listade i Catalogue of Life.